# فجر السعید
فجر السعید (عربی: فجر السعيد؛ زادهٔ ۲۳ سپتامبر ۱۹۶۷) نویسنده، فیلمنامه‌نویس، تهیه‌کننده اهل کویت است.
او به خاطر نوشته‌هایش در زمینه مسائل بحث‌برانگیز اجتماعی مشهور است.
در ۹ ژانویه ۲۰۱۹، سعید مصاحبه ای با کانال اسرائیلی کان انجام داد و خواستار عادی سازی روابط با اسرائیل و «صلح بین مردم عرب و اسرائیل» شد.